# Primera División de España 2000-01
La temporada 2000-01 de la Primera División de España de fútbol (70.ª edición) comenzó el 9 de septiembre de 2000 y terminó el 17 de junio de 2001.
El Real Madrid conquistó su 28.ª liga.

## Crónica

### Pretemporada
En la temporada anterior habían descendido tres campeones de Liga: Atlético de Madrid, Sevilla FC y Real Betis, dejando a la competición sin tres de sus equipos habituales.
El Real Oviedo tuvo que lamentar el fallecimiento de su jugador Peter Dubovsky, que cayó por una catarata en sus vacaciones en Tailandia.
Hubo elecciones presidenciales en los dos gigantes del fútbol español. Prometiendo contratar a los mejores futbolistas del mundo y hacer del Real Madrid una marca global, Florentino Pérez desbancó de la presidencia a Lorenzo Sanz, quien acababa de guiar al club a su octava Copa de Europa. Pérez consiguió grandes ingresos para el Real Madrid trasladando la ciudad deportiva del club de Chamartín a Valdebebas, obteniendo importantes beneficios participando en la construcción de cuatro grandes edificios de oficinas en el suelo donde se encontraban sus campos de entrenamiento.
En el FC Barcelona, José Luis Núñez se retiraba tras 22 años presidiendo el club y cerrar una temporada sin títulos. Se disputaron la presidencia Joan Gaspart, vicepresidente de Núñez con una candidatura continuista, y el publicista Lluís Bassat. Los socios culés dieron su apoyo a Gaspart. Reemplazando a Louis van Gaal, que también dejó el club, Gaspart contrató al entrenador Lorenzo Serra Ferrer, que había logrado temporadas exitosas con Betis y Mallorca.
Días después, se confirmó el fichaje más caro de la historia del fútbol hasta entonces. Luís Figo dejaba el Barça para irse al eterno rival, el Real Madrid, por 10 000 millones de pesetas (60 millones de euros). El Real Madrid también contrató a Claude Makelele y el portero César Sánchez Domínguez. Con la caja llena, el Barça incorporó a Marc Overmars, su fichaje más caro de entonces por unos 40 millones de euros, además del campeón del mundo Emmanuel Petit, la promesa portuguesa Simão Sabrosa y un exmadridista, Alfonso Pérez.
El descendido Atlético de Madrid fue desmantelado. El campeón de la Liga, el Deportivo de La Coruña, se hizo con José Francisco Molina y Juan Carlos Valerón, y el Valencia, con Rubén Baraja.

### Campeonato
El Real Madrid ganó el título de Liga con un amplio margen sobre el segundo clasificado, el anterior campeón Deportivo de La Coruña. Destacó Raúl, Pichichi con 24 goles.
El Barcelona no logró los éxitos esperados y Serra Ferrer fue destituido a poco de terminar la temporada. No pasó la fase de grupos de la Champions, quedando detrás de AC Milan y Leeds United, cayendo a la Copa de la UEFA, donde fue eliminado en semifinales por el Liverpool FC, campeón a la postre en una final contra el Deportivo Alavés. En la misma ronda de la Copa del Rey fue apeado por el Celta de Vigo. Tras estos fracasos y dos años sin títulos, el capitán del equipo, Pep Guardiola, abandonó el club.

### Plazas por Europa
El Real Mallorca no sufrió por la marcha de su goleador Diego Tristán al Deportivo, e igual que hiciera dos años antes, quedó tercer clasificado. La cuarta plaza, y última de Liga de Campeones, fue un duelo entre el Barcelona y el Valencia. Estos dos equipos se enfrentaron en la última jornada, decidiendo el partido y el cuarto puesto un gol de chilena de Rivaldo. El Valencia no sólo se quedó fuera de la siguiente Liga de Campeones, también perdió la final de esta edición ante el Bayern de Múnich en los penaltis tras un 1-1.
El Celta de Vigo entró en Europa con la sexta plaza, pero perdió la final de la Copa del Rey contra el Zaragoza, quien se hizo con el último billete para Europa.

### Descenso
Bajaron a Segunda División el Numancia, el Racing de Santander y el Real Oviedo. Para el club asturiano este fue el inicio de una larga y grave racha negativa de resultados y problemas económicos que en apenas dos años le llevaron a Tercera División, entrando en una crisis que duró casi quince años, y regresando a Primera en 2025.

## Equipos participantes y estadios
Veinte equipos tomaron parte este año en la Liga, destacando el regreso de dos clubes históricos: el Osasuna y Las Palmas, tras siete y trece años de ausencia, respectivamente. Por el contrario, por primera vez en los últimos 66 años, el Atlético de Madrid no participó en la máxima categoría. Habiendo descendido también Sevilla FC y Real Betis en la temporada anterior, el Málaga CF quedó como único equipo andaluz en Primera.

### Ascensos y descensos
| Pos. | Descendidos a 2.ª División |
| ---- | -------------------------- |
| 18.º | Real Betis Balompié        |
| 19.º | Atlético de Madrid         |
| 20.º | Sevilla F. C.              |

| Pos. | Ascendidos de 2.ª División |
| ---- | -------------------------- |
| 1.º  | U. D. Las Palmas           |
| 2.º  | C. A. Osasuna              |
| 3.º  | Villarreal C. F.           |

| Equipo                                    | Ciudad                     | Entrenador          | Estadio              | Capacidad |
| ----------------------------------------- | -------------------------- | ------------------- | -------------------- | --------- |
| Deportivo Alavés                          | Vitoria                    | Mané Esnal          | Mendizorroza         | 19.840    |
| Athletic Club                             | Bilbao                     | Txetxu Rojo         | San Mamés            | 39.750    |
| Fútbol Club Barcelona                     | Barcelona                  | Carles Rexach       | Camp Nou             | 98.772    |
| Real Club Celta de Vigo                   | Vigo                       | Víctor Fernández    | Estadio Balaídos     | 32.500    |
| Real Club Deportivo de La Coruña          | La Coruña                  | Javier Irureta      | Riazor               | 34.600    |
| Real Club Deportivo Espanyol de Barcelona | Barcelona                  | Paco Flores         | Olímpico de Montjuïc | 55.926    |
| Unión Deportiva Las Palmas                | Las Palmas de Gran Canaria | Sergije Kresic      | Insular              | 21.000    |
| Málaga Club de Fútbol                     | Málaga                     | Joaquín Peiró       | La Rosaleda          | 30.044    |
| Real Club Deportivo Mallorca              | Palma de Mallorca          | Luis Aragonés       | Son Moix             | 23.142    |
| Club Deportivo Numancia de Soria          | Soria                      | Celestino Vallejo   | Nuevo Los Pajaritos  | 8.261     |
| Club Atlético Osasuna                     | Pamplona                   | Miguel Ángel Lotina | El Sadar             | 19.553    |
| Real Oviedo Club de Fútbol                | Oviedo                     | Radomir Antić       | Carlos Tartiere      | 30.500    |
| Real Racing Club de Santander             | Santander                  | Gustavo Benítez     | El Sardinero         | 22.222    |
| Rayo Vallecano de Madrid                  | Madrid                     | Juande Ramos        | Vallecas             | 14.505    |
| Real Madrid Club de Fútbol                | Madrid                     | Vicente Del Bosque  | Santiago Bernabeu    | 80.354    |
| Real Sociedad de Fútbol                   | San Sebastián              | John Toshack        | Anoeta               | 32.200    |
| Valencia Club de Fútbol                   | Valencia                   | Héctor Cúper        | Mestalla             | 55.000    |
| Real Valladolid Club de Fútbol            | Valladolid                 | Pepe Moré           | José Zorrilla        | 27.846    |
| Villarreal Club de Fútbol                 | Villarreal                 | Víctor Muñoz        | El Madrigal          | 23.000    |
| Real Zaragoza                             | Zaragoza                   | Luis Costa          | La Romareda          | 34.596    |

### Cambios de entrenadores
| Equipo        | Entrenador (jornadas)                                                      |
| ------------- | -------------------------------------------------------------------------- |
| Zaragoza      | Juanma Lillo (1-4) Luis Costa (5-38)                                       |
| Real Sociedad | Javier Clemente (1-6) Periko Alonso (7-16) John Toshack (17-38)            |
| Numancia      | Paco Herrera (1-11) Mariano García Remón (12-33) Celestino Vallejo (34-38) |
| Racing        | Andoni Goikoetxea (1-13) Gregorio Manzano (14-27) Gustavo Benítez (28-38)  |
| Valladolid    | Francisco Ferraro (1-28) Pepe Moré (29-38)                                 |
| Barcelona     | Lorenzo Serra Ferrer (1-31) Carles Rexach (32-38)                          |

## Sistema de competición
Como en ediciones anteriores, tomaron parte veinte clubes de toda la geografía española. Encuadrados en un grupo único, y siguiendo un sistema de liga, se enfrentaron todos contra todos en dos ocasiones -una en campo propio y otra en campo contrario- durante un total de 38 jornadas. El orden de los encuentros se decidió por sorteo antes de empezar la competición. El torneo fue organizado por la Liga de Fútbol Profesional (LFP), aunque la Real Federación Española de Fútbol fue la responsable de la justicia deportiva y de designar a los árbitros de cada encuentro.
El sistema de puntuación fue el siguiente: tres puntos para el ganador de un partido, un punto para cada equipo en caso de un empate y sin puntos para el equipo perdedor de un encuentro. Al término del campeonato el equipo que acumuló más puntos, el Real Madrid, se proclamó campeón de la liga española y se clasificó para la fase de grupos de la próxima Liga de Campeones de la UEFA, junto con el segundo clasificado. El tercero y el cuarto también obtuvieron la clasificación para dicha competición, aunque disputando las eliminatorias preliminares. El quinto y el sexto clasificado obtuvieron una plaza para la Copa de la UEFA de la temporada siguiente.
Los tres últimos equipos fueron relegados a la Segunda División para la próxima temporada. De esta ascendieron, a su vez, los tres primeros clasificados, para reemplazar a los equipos descendidos.

## Clasificación
| Pos. | Equipo                  | Pts. | PJ | G  | E  | P  | GF | GC | Dif. | Clasificación 2001-02                        |
| ---- | ----------------------- | ---- | -- | -- | -- | -- | -- | -- | ---- | -------------------------------------------- |
| 1    | Real Madrid (C)         | 80   | 38 | 24 | 8  | 6  | 81 | 40 | +41  | Fase de grupos de la Liga de Campeones       |
| 2    | Deportivo La Coruña     | 73   | 38 | 22 | 7  | 9  | 73 | 44 | +29  | Fase de grupos de la Liga de Campeones       |
| 3    | Mallorca                | 71   | 38 | 20 | 11 | 7  | 61 | 43 | +18  | Tercera ronda previa de la Liga de Campeones |
| 4    | Barcelona               | 63   | 38 | 17 | 12 | 9  | 80 | 57 | +23  | Tercera ronda previa de la Liga de Campeones |
| 5    | Valencia                | 63   | 38 | 18 | 9  | 11 | 55 | 34 | +21  | Primera ronda de la Copa de la UEFA          |
| 6    | Celta de Vigo           | 59   | 38 | 16 | 11 | 11 | 51 | 49 | +2   | Primera ronda de la Copa de la UEFA          |
| 7    | Villarreal              | 57   | 38 | 16 | 9  | 13 | 58 | 52 | +6   |                                              |
| 8    | Málaga                  | 56   | 38 | 16 | 8  | 14 | 60 | 61 | −1   |                                              |
| 9    | Espanyol                | 50   | 38 | 14 | 8  | 16 | 46 | 44 | +2   |                                              |
| 10   | Deportivo Alavés        | 49   | 38 | 14 | 7  | 17 | 58 | 59 | −1   |                                              |
| 11   | Las Palmas              | 46   | 38 | 13 | 7  | 18 | 42 | 62 | −20  |                                              |
| 12   | Athletic Club           | 43   | 38 | 11 | 10 | 17 | 44 | 60 | −16  |                                              |
| 13   | Real Sociedad           | 43   | 38 | 11 | 10 | 17 | 52 | 68 | −16  |                                              |
| 14   | Rayo Vallecano          | 43   | 38 | 10 | 13 | 15 | 56 | 68 | −12  |                                              |
| 15   | Osasuna                 | 42   | 38 | 10 | 12 | 16 | 43 | 54 | −11  |                                              |
| 16   | Real Valladolid         | 42   | 38 | 9  | 15 | 14 | 42 | 50 | −8   |                                              |
| 17   | Real Zaragoza           | 42   | 38 | 9  | 15 | 14 | 54 | 57 | −3   | Primera ronda de la Copa de la UEFA          |
| 18   | Real Oviedo (D)         | 41   | 38 | 11 | 8  | 19 | 51 | 67 | −16  | Descenso de categoría                        |
| 19   | Racing de Santander (D) | 39   | 38 | 10 | 9  | 19 | 48 | 62 | −14  | Descenso de categoría                        |
| 20   | Numancia (D)            | 39   | 38 | 10 | 9  | 19 | 40 | 64 | −24  | Descenso de categoría                        |

 Fuente: BDFutbol
Notas:
1. ↑  Real Zaragoza se clasificó para la primera ronda de la Copa de la UEFA 2001-02 por ser campeón de la Copa del Rey 2000-01.

|                           |
|                           |
| Campeón Real Madrid C. F. |
| 28.º título               |

### Evolución de la clasificación
| Equipo / Jornada | 1  | 2  | 3  | 4  | 5  | 6  | 7  | 8  | 9  | 10 | 11 | 12 | 13 | 14 | 15 | 16 | 17 | 18 | 19 | 20 | 21 | 22 | 23 | 24 | 25 | 26 | 27 | 28 | 29 | 30 | 31 | 32 | 33 | 34 | 35 | 36 | 37 | 38 |
| Equipo / Jornada |    |    |    |    |    |    |    |    |    |    |    |    |    |    |    |    |    |    |    |    |    |    |    |    |    |    |    |    |    |    |    |    |    |    |    |    |    |    |
| ---------------- | -- | -- | -- | -- | -- | -- | -- | -- | -- | -- | -- | -- | -- | -- | -- | -- | -- | -- | -- | -- | -- | -- | -- | -- | -- | -- | -- | -- | -- | -- | -- | -- | -- | -- | -- | -- | -- | -- |
| Real Madrid      | 7  | 5  | 3  | 5  | 1  | 4  | 2  | 3  | 7  | 3  | 3  | 3  | 2  | 1  | 1  | 1  | 1  | 1  | 1  | 1  | 1  | 1  | 1  | 1  | 1  | 1  | 1  | 1  | 1  | 1  | 1  | 1  | 1  | 1  | 1  | 1  | 1  | 1  |
| Deportivo        | 3  | 2  | 2  | 1  | 3  | 6  | 4  | 2  | 3  | 2  | 2  | 2  | 1  | 3  | 3  | 3  | 3  | 3  | 2  | 2  | 2  | 2  | 2  | 2  | 2  | 2  | 2  | 2  | 2  | 2  | 2  | 2  | 2  | 2  | 2  | 2  | 2  | 2  |
| Mallorca         | 11 | 20 | 20 | 20 | 18 | 17 | 13 | 10 | 8  | 5  | 8  | 4  | 6  | 6  | 7  | 5  | 5  | 5  | 5  | 5  | 6  | 6  | 6  | 6  | 5  | 5  | 5  | 5  | 5  | 4  | 4  | 4  | 4  | 4  | 4  | 3  | 3  | 3  |
| Barcelona        | 6  | 10 | 5  | 9  | 6  | 3  | 7  | 5  | 4  | 7  | 9  | 6  | 7  | 5  | 6  | 4  | 4  | 4  | 3  | 3  | 3  | 3  | 4  | 4  | 4  | 4  | 4  | 4  | 4  | 5  | 5  | 5  | 5  | 5  | 5  | 5  | 5  | 4  |
| Valencia         | 15 | 6  | 4  | 2  | 2  | 1  | 1  | 1  | 1  | 1  | 1  | 1  | 3  | 2  | 2  | 2  | 2  | 2  | 4  | 4  | 4  | 4  | 3  | 3  | 3  | 3  | 3  | 3  | 3  | 3  | 3  | 3  | 3  | 3  | 3  | 4  | 4  | 5  |
| Celta            | 4  | 1  | 1  | 3  | 4  | 7  | 5  | 6  | 5  | 8  | 7  | 10 | 9  | 13 | 11 | 14 | 16 | 16 | 16 | 16 | 16 | 15 | 15 | 15 | 13 | 10 | 9  | 7  | 6  | 7  | 6  | 6  | 6  | 6  | 6  | 6  | 6  | 6  |
| Villarreal       | 20 | 13 | 6  | 7  | 8  | 11 | 9  | 13 | 9  | 9  | 11 | 15 | 13 | 9  | 9  | 8  | 10 | 9  | 10 | 7  | 5  | 5  | 5  | 5  | 6  | 6  | 6  | 6  | 8  | 8  | 10 | 7  | 7  | 8  | 7  | 7  | 8  | 7  |
| Málaga           | 14 | 14 | 10 | 14 | 17 | 12 | 12 | 9  | 11 | 13 | 15 | 12 | 14 | 10 | 13 | 10 | 8  | 7  | 8  | 8  | 10 | 13 | 14 | 12 | 9  | 8  | 8  | 10 | 9  | 10 | 9  | 9  | 9  | 7  | 8  | 8  | 7  | 8  |
| Espanyol         | 5  | 8  | 12 | 16 | 16 | 19 | 15 | 14 | 10 | 12 | 10 | 8  | 10 | 12 | 14 | 16 | 13 | 15 | 13 | 11 | 8  | 9  | 11 | 11 | 11 | 12 | 10 | 9  | 10 | 9  | 8  | 10 | 10 | 10 | 10 | 10 | 9  | 9  |
| Alavés           | 2  | 7  | 9  | 6  | 7  | 5  | 3  | 4  | 2  | 4  | 5  | 7  | 5  | 7  | 5  | 7  | 7  | 10 | 11 | 10 | 11 | 10 | 8  | 8  | 7  | 7  | 7  | 8  | 7  | 6  | 7  | 8  | 8  | 9  | 9  | 9  | 10 | 10 |
| Las Palmas       | 19 | 18 | 17 | 19 | 14 | 10 | 8  | 11 | 14 | 16 | 12 | 11 | 11 | 14 | 15 | 11 | 9  | 8  | 7  | 9  | 7  | 8  | 9  | 13 | 14 | 14 | 12 | 13 | 14 | 15 | 14 | 13 | 14 | 12 | 12 | 12 | 14 | 11 |
| Athletic         | 18 | 9  | 13 | 10 | 10 | 14 | 14 | 17 | 17 | 14 | 16 | 14 | 15 | 11 | 10 | 12 | 15 | 12 | 9  | 12 | 13 | 11 | 12 | 9  | 10 | 9  | 11 | 12 | 12 | 13 | 11 | 11 | 11 | 11 | 11 | 11 | 12 | 12 |
| Real Sociedad    | 10 | 17 | 16 | 12 | 15 | 18 | 19 | 18 | 19 | 20 | 18 | 18 | 18 | 19 | 20 | 20 | 20 | 20 | 20 | 19 | 18 | 18 | 18 | 18 | 18 | 18 | 18 | 20 | 17 | 18 | 17 | 17 | 18 | 17 | 15 | 17 | 13 | 13 |
| Rayo             | 1  | 3  | 7  | 4  | 5  | 2  | 6  | 7  | 6  | 6  | 4  | 5  | 4  | 4  | 4  | 6  | 6  | 6  | 6  | 6  | 9  | 7  | 7  | 7  | 8  | 11 | 13 | 11 | 11 | 11 | 12 | 12 | 12 | 13 | 14 | 15 | 11 | 14 |
| Osasuna          | 17 | 11 | 11 | 15 | 13 | 15 | 17 | 20 | 20 | 19 | 20 | 20 | 20 | 20 | 17 | 19 | 17 | 17 | 18 | 18 | 19 | 20 | 20 | 20 | 19 | 20 | 19 | 17 | 18 | 19 | 18 | 18 | 17 | 18 | 18 | 18 | 18 | 15 |
| Valladolid       | 12 | 4  | 8  | 8  | 9  | 8  | 10 | 12 | 16 | 11 | 14 | 13 | 12 | 15 | 16 | 15 | 12 | 14 | 15 | 14 | 15 | 12 | 13 | 10 | 12 | 13 | 15 | 15 | 15 | 14 | 15 | 15 | 16 | 15 | 16 | 14 | 15 | 16 |
| Zaragoza         | 13 | 16 | 15 | 17 | 19 | 20 | 20 | 19 | 15 | 17 | 13 | 16 | 16 | 16 | 12 | 13 | 14 | 11 | 12 | 15 | 12 | 14 | 10 | 14 | 15 | 15 | 14 | 14 | 13 | 12 | 13 | 14 | 13 | 14 | 13 | 13 | 16 | 17 |
| Oviedo           | 16 | 15 | 18 | 13 | 12 | 9  | 11 | 8  | 12 | 10 | 6  | 9  | 8  | 8  | 8  | 9  | 11 | 13 | 14 | 13 | 14 | 16 | 16 | 16 | 16 | 16 | 16 | 16 | 16 | 16 | 16 | 16 | 15 | 16 | 17 | 16 | 17 | 18 |
| Racing           | 9  | 19 | 19 | 18 | 20 | 16 | 18 | 15 | 18 | 18 | 19 | 19 | 19 | 17 | 18 | 18 | 19 | 19 | 19 | 20 | 20 | 19 | 19 | 19 | 20 | 19 | 20 | 19 | 19 | 17 | 19 | 19 | 19 | 19 | 19 | 19 | 19 | 19 |
| Numancia         | 8  | 12 | 14 | 11 | 11 | 13 | 16 | 16 | 13 | 15 | 17 | 17 | 17 | 18 | 19 | 17 | 18 | 18 | 17 | 17 | 17 | 17 | 17 | 17 | 17 | 17 | 17 | 18 | 20 | 20 | 20 | 20 | 20 | 20 | 20 | 20 | 20 | 20 |

## Resultados
| Local \ Visitante         | ALV | ATH | BAR | CEL | DEP | ESP | LAS | MAL | MLL | NUM | OSA | OVI | RAC | RAY | RMA | RSO | VAL | VLD | VIL | ZAR |
| ------------------------- | --- | --- | --- | --- | --- | --- | --- | --- | --- | --- | --- | --- | --- | --- | --- | --- | --- | --- | --- | --- |
| Deportivo Alavés          | —   | 2–1 | 0–1 | 2–2 | 3–1 | 1–0 | 1–0 | 1–2 | 2–4 | 0–2 | 2–0 | 4–0 | 5–1 | 4–2 | 1–3 | 0–1 | 1–1 | 4–2 | 0–1 | 1–0 |
| Athletic Club             | 2–0 | —   | 3–1 | 2–1 | 2–2 | 0–1 | 0–3 | 1–3 | 2–1 | 3–1 | 0–1 | 4–0 | 3–1 | 4–2 | 1–0 | 1–3 | 1–1 | 1–1 | 1–1 | 1–2 |
| F. C. Barcelona           | 3–2 | 7–0 | —   | 1–1 | 2–3 | 4–2 | 4–1 | 2–1 | 1–1 | 1–1 | 2–0 | 0–1 | 3–1 | 5–1 | 2–0 | 3–0 | 3–2 | 3–1 | 1–2 | 4–4 |
| R. C. Celta de Vigo       | 1–1 | 2–1 | 3–3 | —   | 2–1 | 1–0 | 0–1 | 1–0 | 2–2 | 1–1 | 1–0 | 1–0 | 1–1 | 1–1 | 3–0 | 4–1 | 3–2 | 2–1 | 1–0 | 1–1 |
| R. C. Deportivo La Coruña | 2–1 | 2–0 | 2–0 | 1–0 | —   | 1–0 | 4–0 | 4–0 | 1–1 | 4–1 | 2–1 | 3–0 | 2–1 | 1–1 | 2–2 | 4–1 | 2–0 | 1–2 | 4–2 | 2–0 |
| R. C. D. Espanyol         | 0–0 | 2–1 | 0–0 | 0–1 | 0–2 | —   | 3–2 | 1–2 | 0–1 | 2–0 | 1–2 | 2–0 | 3–0 | 0–0 | 1–2 | 1–2 | 1–0 | 1–0 | 2–1 | 5–0 |
| U. D. Las Palmas          | 0–3 | 0–0 | 0–1 | 0–1 | 2–0 | 1–0 | —   | 2–1 | 1–0 | 1–1 | 3–2 | 1–0 | 2–1 | 1–0 | 0–1 | 2–1 | 0–2 | 1–1 | 1–5 | 2–1 |
| Málaga C. F.              | 3–1 | 2–1 | 0–0 | 1–4 | 1–3 | 0–0 | 2–1 | —   | 0–1 | 1–3 | 3–1 | 2–2 | 2–1 | 1–1 | 3–3 | 3–0 | 3–0 | 3–1 | 2–1 | 2–0 |
| R. C. D. Mallorca         | 4–3 | 1–0 | 2–0 | 2–0 | 2–1 | 3–2 | 2–1 | 0–1 | —   | 2–1 | 1–1 | 4–2 | 2–1 | 4–0 | 1–0 | 1–1 | 2–2 | 1–1 | 2–1 | 2–1 |
| C. D. Numancia            | 2–1 | 0–0 | 1–1 | 4–2 | 1–2 | 2–1 | 0–1 | 3–2 | 0–2 | —   | 1–0 | 1–0 | 1–0 | 0–2 | 3–1 | 3–3 | 0–3 | 0–0 | 1–3 | 1–1 |
| C. A. Osasuna             | 0–1 | 1–1 | 3–1 | 0–2 | 1–1 | 1–3 | 3–3 | 3–3 | 1–0 | 2–0 | —   | 0–0 | 1–1 | 2–2 | 2–3 | 1–1 | 1–2 | 2–1 | 1–0 | 1–0 |
| Real Oviedo C. F.         | 3–3 | 5–0 | 2–3 | 3–1 | 2–3 | 2–2 | 2–2 | 3–2 | 1–1 | 3–0 | 2–3 | —   | 1–0 | 4–1 | 1–1 | 1–0 | 0–0 | 4–1 | 1–3 | 2–1 |
| Racing de Santander       | 2–1 | 3–0 | 4–0 | 3–0 | 0–3 | 1–2 | 2–1 | 0–1 | 2–1 | 4–2 | 0–0 | 2–0 | —   | 1–1 | 0–0 | 1–4 | 1–1 | 2–2 | 3–1 | 2–1 |
| A. D. Rayo Vallecano      | 0–1 | 1–2 | 2–2 | 3–0 | 1–1 | 1–1 | 1–1 | 4–2 | 2–2 | 2–1 | 2–1 | 0–2 | 4–1 | —   | 0–1 | 4–1 | 1–4 | 2–1 | 0–1 | 0–0 |
| Real Madrid C. F.         | 5–0 | 4–1 | 2–2 | 3–0 | 3–0 | 2–2 | 5–1 | 4–3 | 0–2 | 1–0 | 1–1 | 4–0 | 1–0 | 3–1 | —   | 4–0 | 2–1 | 2–1 | 4–0 | 3–0 |
| Real Sociedad             | 1–1 | 0–2 | 0–6 | 2–2 | 1–1 | 2–1 | 1–1 | 4–0 | 0–1 | 4–1 | 0–1 | 3–0 | 2–2 | 2–0 | 1–4 | —   | 1–2 | 3–1 | 0–2 | 1–1 |
| Valencia C. F.            | 1–2 | 1–0 | 0–1 | 1–0 | 0–1 | 0–1 | 5–1 | 2–0 | 4–0 | 3–0 | 1–0 | 2–0 | 1–0 | 2–2 | 0–1 | 2–0 | —   | 1–0 | 3–1 | 1–0 |
| Real Valladolid           | 2–1 | 0–0 | 2–2 | 1–2 | 3–1 | 1–1 | 1–0 | 0–0 | 2–0 | 2–0 | 1–1 | 1–0 | 1–1 | 1–3 | 2–2 | 2–1 | 0–0 | —   | 0–0 | 2–0 |
| Villarreal C. F.          | 2–0 | 0–0 | 4–4 | 2–0 | 3–2 | 4–0 | 2–1 | 1–2 | 2–2 | 0–0 | 2–0 | 1–0 | 4–2 | 1–5 | 0–1 | 1–3 | 1–1 | 2–1 | —   | 1–1 |
| Real Zaragoza             | 2–2 | 2–2 | 3–1 | 1–1 | 2–1 | 1–2 | 3–1 | 1–1 | 1–1 | 3–1 | 4–2 | 5–2 | 2–0 | 6–1 | 2–3 | 1–1 | 1–1 | 0–0 | 0–0 | —   |

## Trofeo Pichichi
Con 24 goles, el madridista Raúl obtuvo el segundo Trofeo Pichichi de su carrera.

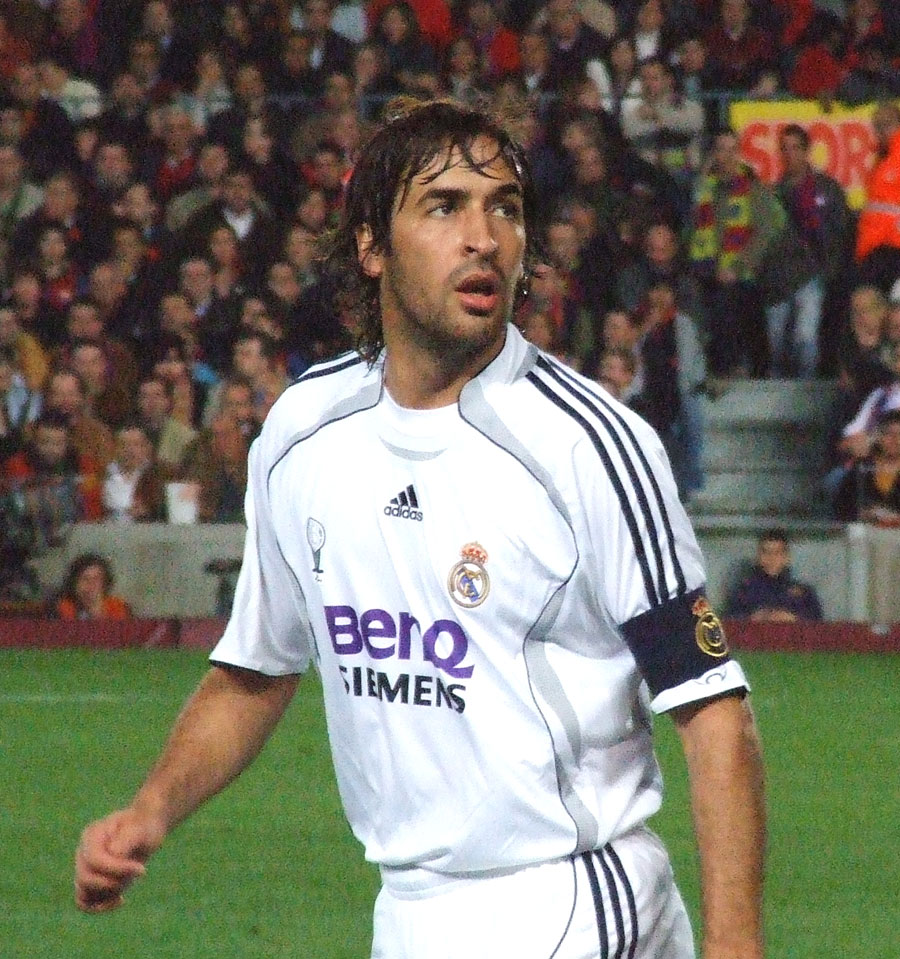
Raúl contribuyó con sus goles al título del Real Madrid.

| Pos. | Jugador              | Equipo                 | Goles | Penal |
| ---- | -------------------- | ---------------------- | ----- | ----- |
| 1.º  | Raúl González        | Real Madrid            | 24    | 0     |
| 2.º  | Rivaldo              | Barcelona              | 23    | 5     |
| 3.º  | Javi Moreno          | Deportivo Alavés       | 22    | 7     |
| 4.º  | Diego Tristán        | Deportivo de La Coruña | 19    | 2     |
| 5.º  | Patrick Kluivert     | Barcelona              | 18    | 0     |
| 6.º  | Julio C. Dely Valdés | Málaga                 | 17    | 1     |
| 7.º  | Catanha              | Celta de Vigo          | 16    | 0     |
|      | Roy Makaay           | Deportivo de La Coruña | 16    | 0     |
| 9.º  | Oli Álvarez          | Real Oviedo            | 15    | 0     |
| 10.º | Guti                 | Real Madrid            | 14    | 0     |
|      | Iván Rosado          | Osasuna                | 14    | 1     |
|      | Víctor Fernández     | Villarreal             | 14    | 1     |
| 13.º | Darío Silva          | Málaga                 | 13    | 0     |

## Otros premios

### Trofeo Zamora
Santi Cañizares consiguió su segundo Trofeo Zamora, el primero defendiendo la portería del Valencia CF. 

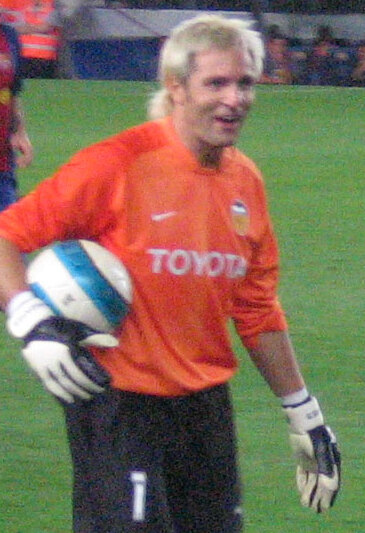
Cañizares ganó su segundo Zamora.

Para optar al premio como portero menos goleado fue necesario disputar 60 minutos en, como mínimo, 28 partidos.
| Pos. | Jugador              | Equipo                 | Goles | Partidos | Promedio |
| ---- | -------------------- | ---------------------- | ----- | -------- | -------- |
| 1.º  | Santiago Cañizares   | Valencia               | 35    | 37       | 0,94     |
| 2.º  | Francisco Molina     | Deportivo de La Coruña | 31    | 32       | 0,96     |
| 3.º  | Juan Luis Mora       | Espanyol               | 36    | 35       | 1,02     |
| 4.º  | Iker Casillas        | Real Madrid            | 37    | 34       | 1,09     |
| 5.º  | Javier López Vallejo | Villarreal             | 51    | 36       | 1,42     |
| 6.º  | Nacho González       | Las Palmas             | 43    | 30       | 1,43     |
| 7.º  | Nuno Espírito Santo  | Osasuna                | 49    | 33       | 1,48     |
| 8.º  | Martín Herrera       | Deportivo Alavés       | 53    | 35       | 1,51     |
| 9.º  | Juanmi García        | Real Zaragoza          | 54    | 35       | 1,54     |
|      | Iñaki Lafuente       | Athletic Club          | 54    | 35       | 1,54     |

1. ↑  Partidos en los que el guardamenta disputó, como mínimo, 60 minutos.

### Trofeo Guruceta
Tras una larga carrera en la élite, el internacional José María García-Aranda recibió, en su última temporada en activo, el trofeo de Marca como mejor árbitro de Primera División.
| Pos. | Árbitro (colegio)        | Puntos | Partidos | Cociente |
| ---- | ------------------------ | ------ | -------- | -------- |
| 1.º  | José María García-Aranda | 28     | 16       | 1,75     |
| 2.º  | César Muñiz Fernández    | 25     | 16       | 1,56     |
| 3.º  | Víctor Esquinas Torres   | 20     | 14       | 1,43     |

### Trofeo EFE
Roberto Acuña, del Real Zaragoza, ganó por primera vez este premio al mejor jugador iberoamericano, siendo también el primer futbolista paraguayo en recibir el galardón.
| Pos. | Jugador        | Equipo        | Puntos |
| ---- | -------------- | ------------- | ------ |
| 1.º  | Roberto Acuña  | Real Zaragoza | 248    |
| 2.º  | Ariel Ibagaza  | Mallorca      | 240    |
| 3.º  | Roberto Carlos | Real Madrid   | 229    |

### Premio Juego Limpio
El Real Madrid ganó por primera vez el premio otorgado por la Real Federación Española de Fútbol al fair play.
| # | Club        | Ptos |
| - | ----------- | ---- |
| 1 | Real Madrid | 86   |
| 2 | Espanyol    | ?    |
| 3 | Zaragoza    | ?    |